# Isla Cerro Cristo
Isla Cerro Cristo är en ö i Mexiko. Den ligger i lagunen Laguna Superior och tillhör kommunen Juchitán de Zaragoza i delstaten Oaxaca, i den södra delen av landet. Arean är 0,54 kvadratkilometer.